# 胥鼎
胥鼎（？—1226年），字和之。金朝大臣，其先辈是代州繁峙人，其父是尚书右丞胥持國。
金世宗大定二十八年（1188年），胥鼎被擢进士第，以治理能力被称道，任大理丞。金章宗承安四年（1199年），尚书省以胥鼎为著作郎。未几，历任右司郎中，转任工部侍郎。泰和六年（1206年），上奏提出急递铺转送文檄之制，当时以为便利。卫绍王至宁元年（1213年），胥鼎由户部尚书拜参知政事。金宣宗贞祐元年（1213年），出为泰宁军节度使，兼兖州管内观察使，没有赴任，改知大兴府（今北京市）事，兼中都路（治今北京城西南）兵马都总管。时京师饥荒，百姓缺食，胥鼎建言奖励官民入粟草以济贫，朝廷遂定鬻恩条例，这样居然很快收上来许多粮米，放赈下去，救活了许多贫民。四月，胥鼎被拜为尚书右丞，仍然兼着知大兴府事。五月，在蒙古军的威势下，金宣宗决定将京城南迁汴京，留为洛阳军节度使。金宣宗下诏让他主持河东南路防务，贞祐三年（1215年）上奏建议积军储、简将、练卒等，多被皇帝采纳。进任本路宣抚使。贞祐四年（1216年），率兵击退围平阳（今山西省临汾市）的六万名蒙古兵，以守平阳有功，拜枢密副使、权尚书左丞、在平阳建立行省，在抗蒙救亡军政之事他有很多规划。听任河南粟麦贩运河东、汰冗兵、省浮费、招集流亡，劝督农事。镇守河东一方，被朝廷倚重，河东一时之间尚属安定。兴定元年（1217年）进平章政事，封莘国公。奉诏侵略宋朝，破大散关。兴定四年（1220年），以年老告老致仕。金哀宗正大二年（1225年），起复为平章政事，封英国公，于卫州行尚书省。次年在任上去世，雷渊为他撰《神道碑》。
《中州集·卷九》有他的诗作《送弟恒作州》：“世事正须高着眼，宦途休厌少低头。”《中州乐府》保留下他的词作《阮郎归》一首。《金诗选·卷三》评其《送弟恒作州》：“朴实老当，绝无粉饰。此等诗最是有益，不可以其平易忽之。”

## 延伸阅读
[在维基数据编辑]
 《金史/卷108》，出自脱脱《遼史》